# Belle Center (Ohio)
Belle Center es una villa ubicada en el condado de Logan en el estado estadounidense de Ohio. En el Censo de 2010 tenía una población de 813 habitantes y una densidad poblacional de 443,36 personas por km².

## Geografía
Belle Center se encuentra ubicada en las coordenadas 40°30′32″N 83°44′43″O / 40.50889, -83.74528. Según la Oficina del Censo de los Estados Unidos, Belle Center tiene una superficie total de 1.83 km², de la cual 1.8 km² corresponden a tierra firme y (1.84%) 0.03 km² es agua.

## Demografía
Según el censo de 2010, había 813 personas residiendo en Belle Center. La densidad de población era de 443,36 hab./km². De los 813 habitantes, Belle Center estaba compuesto por el 98.15% blancos, el 0.12% eran afroamericanos, el 0.12% eran amerindios, el 0.25% eran asiáticos, el 0% eran isleños del Pacífico, el 0.25% eran de otras razas y el 1.11% pertenecían a dos o más razas. Del total de la población el 0.62% eran hispanos o latinos de cualquier raza.